# Куваєв Сергій Андрійович
Сергій Андрійович Куваєв (рос. Сергей Андреевич Куваев ; яп. セルゲイ・アンドレーエヴィチ・クワエフ 19 липня 1984 року народження — російський актор, модель та відеоблогер в Японії.

## Біографія
Сергій Куваєв народився в місті Жуковському, Московської області, Росія. Він почав цікавитися японською культурою під час навчання в коледжі, а саму японську почав вивчати у віці 25 років. Потім він переїхав до Японії, де працював журналістом, але також здобув успіхи в акторській майстерності та зарекомендував себе моделлю. Через свою пристрасть до акторської майстерності та гарні навички японської мови він зіграв багато ролей, які вимагали розмовляти не лише англійською чи російською, але й японською мовами.

## YouTube
Сергій також є відео-блогером. Він робить відео російською мовою про життя в Японії. У нього є канал YouTube і понад 800 000 підписників.